# Йохан Георг фон Хан
Йохан Георг фон Хан (на немски: Johann Georg von Hahn) е австрийски дипломат, лингвист, албанист.

## Биография
Роден е на 11 юли 1811 година във Франкфурт на Майн, Велико херцогство Франкфурт (днес Германия). В 1847 година Хан става австрийски консул в Янина, Османската империя. В 1851 година е преместен в Сирос, а от 1869 година е генерален консул в Атина, Гърция.
Прави опити да убеди австрийското правителство да инвестира в мащабни инфраструктурни проекти на Балканите, активизирайки търговията с Леванта. Неговите предложенията за строеж на железопътна линия от Белград до Солун и пробиване на Коринтския провлак са осъществени едва след смъртта му.  Във връзка с проекта си за построяване на железница Белград – Солун той в продължение на няколко години пътува из Моравска област и Македония. Наблюденията си отразява в пътеписни бележки, в които се отразява преобладаващото българско население в областта и бита му.
Хан е смятан за основател на албанистиката. Той събира и публикува извори за албанската култура и албанския език, като показва неговата принадлежност към индоевропейското езиково семейство.
Умира на 23 септември 1869 година в Йена на 58-годишна възраст.

## Трудове
Хан издава две етнографски карти на долините на Българска Морава и на Вардар, в които ясно показва българския етнически характер на Поморавието и Македония.
- „Albanesische Studien“, Bd. 1 – 3, Jena 1854, reprint Dion.Karavias, Athen 1981
- „Griechische und albanesische Märchen“, Bd. 1 – 2, Leipzig 1864, München/Berlin 1918
- „Reise von Belgrad nach Salonik“, Wien 1861
- „Reise durch die Gebiete des Drin und Wardar unternommen im Jahre 1863“, Wien 1867